# Seehöflein
Seehöflein ist ein Gemeindeteil der Gemeinde Stegaurach im oberfränkischen Landkreis Bamberg in Bayern.

## Lage
Das Dorf liegt nordwestlich des Kernortes Stegaurach. Südlich verläuft die Staatsstraße 2254 und fließt die Aurach, östlich verläuft die Bundesstraße 22. Weiter östlich erstreckt sich das Naturwaldreservat Wolfsruhe und es fließt die Regnitz.

## Geschichte
Seehöflein gehörte zur Gemeinde Mühlendorf und wurde mit dieser im Zuge der Gebietsreform in Bayern am 1. Januar 1978 in die Gemeinde Stegaurach eingegliedert.